# Regine Keller

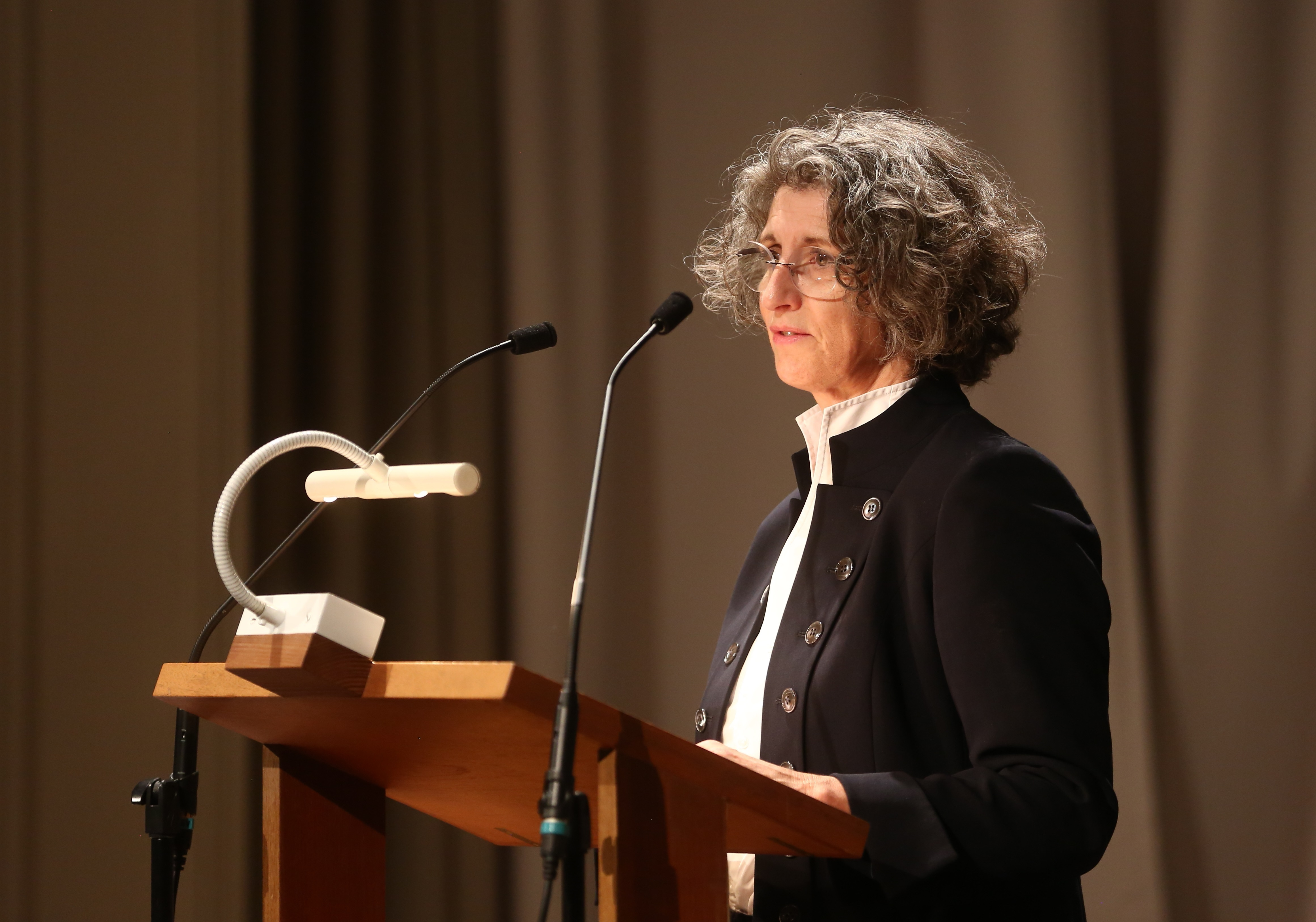
Regine Keller, 2023

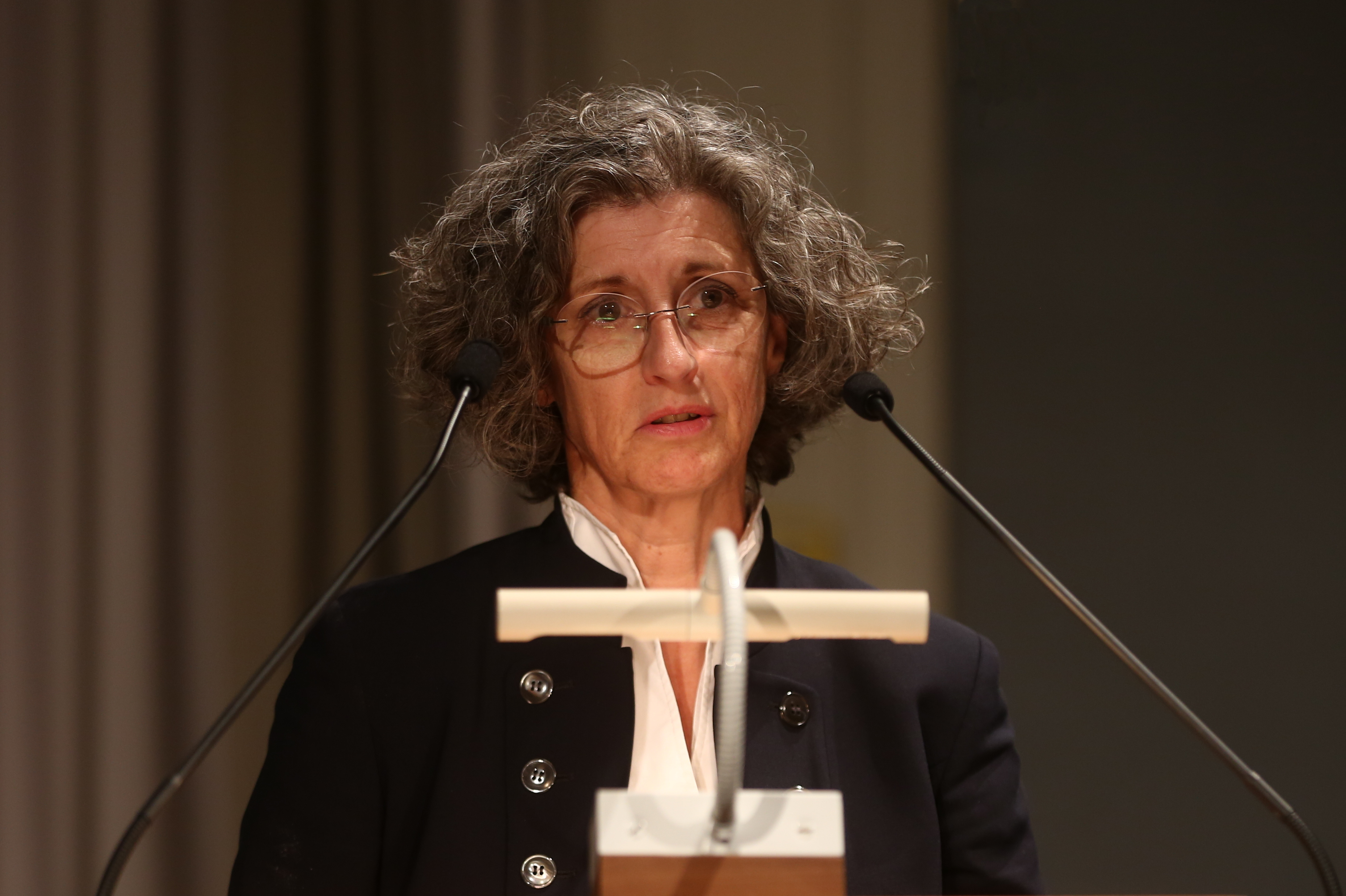
Regine Keller, 2023

Regine Keller (* 25. Juli 1962 in Pirmasens) ist eine deutsche Landschaftsarchitektin, Stadtplanerin und Professorin an der Technischen Universität München.

## Werdegang
Nach dem Studium der Kunstgeschichte und Theaterwissenschaft an der Ludwig-Maximilians-Universität von 1981 bis 1983 absolvierte Keller zunächst von 1983 bis 1985 eine Theaterausbildung und arbeitete von diesem Jahr an bis 1987 an Theatern in Salzburg und München, bis sie 1987 eine Lehre als im Garten- und Landschaftsbau begann, die sie 1989 abschloss. Anschließend arbeitete sie als Gesellin in diesem Beruf, bis sie 1991 ein Studium der Landespflege an der Technischen Universität München anfing, welches sie 1996 bei Christoph Valentien als diplomierte Landschaftsarchitektin abschloss. Von 1996 bis 2000 war sie als wissenschaftliche Assistentin am Lehrstuhl für Landschaftsarchitektur und Entwerfen unter der Leitung von Christoph Valentien an der Technischen Universität München in Weihenstephan tätig und nahm gleichzeitig eine Tätigkeit als freie Mitarbeiterin in verschiedenen Landschaftsarchitekturbüros auf. 1998 gründete sie ihr eigenes Büro für Landschaftsarchitektur in München und wurde 1999 in die Bayerische Architektenkammer aufgenommen. 2005 trat sie die Nachfolge von Christoph Valentien an der Technischen Universität München an. Sie leitet seither den Lehrstuhl für Landschaftsarchitektur und öffentlichen Raum. 2009 amtierte sie als Dekanin der Fakultät für Architektur. Von 2011 bis 2014 war sie Vizepräsidentin für Studium und Lehre der Technischen Universität München und von 2021 bis 2024 Head of Department Architecture an der TUM School of Engineering and Design. 2013 wurde Regine Keller mit der Auszeichnung Pro meritis scientiae et litterarum des Freistaats Bayern gewürdigt.
Keller ist ordentliches Mitglied in der Abteilung Bildende Kunst der Bayerischen Akademie der Schönen Künste. Am 25. Mai 2013 wurde sie auf der Frühjahrs-Mitgliederversammlung der Akademie der Künste Berlin als Mitglied in die Sektion Baukunst gewählt.

## Auszeichnungen und Preise
- 2003: Kunstpreis der Bayerischen Akademie der Schönen Künste
- 2005: Bayerischer Wohnungsbaupreis: Gärten Höfe Plätze; zusammen mit Ziller + Architekten und Stadtplaner, München
- 2006: Deutscher Bauherrenpreis, für Studentenwohnheim am Felsennelkenanger, zusammen mit bogevischs buero, München
- 2010: Ehrenpreise für guten Wohnungsbau der Landeshauptstadt München für die Projekte: Studentenwohnheim Am Stiftsbogen (mit Spregler Wiescholek, Architekten und Stadtplaner, Hamburg), Wagnis 3’ Wohnanlage Riem (mit bogevischs buero), ‚Drei Höfe’ Andreestraße (mit bogevischs buero, architekten & stadtplaner bda, München)
- 2013: Pro meritis scientiae et litterarum, Bayerisches Staatsministerium für Wissenschaft, Forschung und Kunst
- 2015: Bayerischer Architekturpreis, Bayerische Architektenkammer
- 2019: Nominierung des Projektes Kloster Raitenhaslach für den artouro – Bayerischer TourismusArchitekturPreis[5]